# Mitropacup 1967
De Mitropacup 1967 was de 27e editie van deze internationale beker en voorloper van de huidige Europacups.
De 16 deelnemende clubs kwamen ook dit jaar uit Hongarije, Italië, Joegoslavië, Oostenrijk en Tsjechoslovakije. Dit jaar werden alle confrontaties in een thuis- en uitwedstrijd gespeeld. In november 1966 werd er al met het toernooi van start gegaan.
 Eerste ronde 
| Winnaar           | Land                 | Uitslagen | Land                 | Verliezer          |
| ----------------- | -------------------- | --------- | -------------------- | ------------------ |
| Spartak Trnava    | Vlag van Tsjechië    | 1-1 ,4-0  | Vlag van Hongarije   | Honvéd Boedapest   |
| Újpest Dózsa      | Vlag van Hongarije   | 5-1 , 1-1 | Vlag van Tsjechië    | Slovan Bratislava  |
| AC Fiorentina     | Vlag van Italië      | 3-4 , 3-1 | Vlag van Oostenrijk  | First Vienna FC    |
| Austria Wien      | Vlag van Oostenrijk  | 2-1 , 2-0 | Vlag van Tsjechië    | Slavia Praag       |
| SS Lazio Rome     | Vlag van Italië      | 3-0 , 1-2 | Vlag van Joegoslavië | Rode Ster Belgrado |
| FK Sarajevo       | Vlag van Joegoslavië | 1-2 , 3-1 | Vlag van Italië      | Cagliari Calcio    |
| Tatabánya Bányász | Vlag van Hongarije   | 1-0 , 2-1 | Vlag van Oostenrijk  | Wacker Wien        |
| Dinamo Zagreb     | Vlag van Joegoslavië | 1-0 , 0-0 | Vlag van Italië      | AC Milan           |

 Kwart finale 
| Winnaar        | Land                | Uitslagen | Land                 | Verliezer         |
| -------------- | ------------------- | --------- | -------------------- | ----------------- |
| Spartak Trnava | Vlag van Tsjechië   | 1-1 ,1-0  | Vlag van Italië      | SS Lazio Rome     |
| Újpest Dózsa   | Vlag van Hongarije  | 2-1 , 5-1 | Vlag van Joegoslavië | FK Sarajevo       |
| AC Fiorentina  | Vlag van Italië     | 1-1 , 1-0 | Vlag van Hongarije   | Tatabánya Bányász |
| Austria Wien   | Vlag van Oostenrijk | 3-3 , 1-0 | Vlag van Joegoslavië | Dinamo Zagreb     |

 Halve finale 
| Winnaar        | Land               | Uitslagen | Land                | Verliezer     |
| -------------- | ------------------ | --------- | ------------------- | ------------- |
| Spartak Trnava | Vlag van Tsjechië  | 2-0 , 1-2 | Vlag van Italië     | AC Fiorentina |
| Újpest Dózsa   | Vlag van Hongarije | 3-0 , 2-1 | Vlag van Oostenrijk | Austria Wien  |

 Finale 
| WINNAAR        | Land              | Uitslagen | Land               | FINALIST     |
| -------------- | ----------------- | --------- | ------------------ | ------------ |
| Spartak Trnava | Vlag van Tsjechië | 2-3 , 3-1 | Vlag van Hongarije | Újpest Dózsa |

1927 · 1928 · 1929 · 1930 · 1931 · 1932 · 1933 · 1934 · 1935 · 1936 · 1937 · 1938 · 1939 · 1940 · 1951 · 1955 · 1956 · 1957 · 1958 · 1959 · 1960 · 1961 · 1962 · 1963 · 1964 · 1965 · 1966 · 1967 · 1968 · 1969 · 1970 · 1971 · 1972 · 1973 · 1974 · 1975 · 1976 · 1977 · 1978 · 1980 · 1981 · 1982 · 1983 · 1984 · 1985 · 1986 · 1987 · 1988 · 1989 · 1990 · 1991 · 1992